# Храм Рождества Пресвятой Богородицы (Пермь)
Храм Рождества Пресвятой Богородицы — православный храм Перми, расположенный на улице Ленина в Ленинском районе города.

## История
В 1781 г. в Пермь переселился купец Василий Герасимович Лапин, который в 1784—1790 гг. был городским головой, а с 1787 г. — членом Первой общей думы. В январе 1786 г. В. Г. Лапин направил прошение епископу Вятскому и Великопермскому Лаврентию о возведении в Перми каменной церкви во имя Пресвятой Богородицы. Это начинание было поддержано Пермским и Тобольским наместником Е. П. Кашкиным, подавшим заявление императрице Екатерине II о том, что Перми недостаточно одной Петропавловской церкви.
Название церкви появилось благодаря семейному преданию. Это предание гласит, что во время одной из торговых экспедиций по Тихому океану корабль с Лапиным и его товаром потерпел крушение. Будучи выброшен на пустынный берег, Лапин дал обет, что в случае спасения построит храм в честь Пресвятой Богородицы. В итоге он был спасён проходившим мимо английским судном, а по возвращении в Россию решил исполнить свой обет.
Разрешение на строительство церкви было удовлетворено в октябре 1787 г. с выдачей грамоты с архиерейской печатью, и к этому времени В. Г. Лапин уже подготовил необходимые строительные материалы и выделил из своих средств 2 тысячи рублей. Строительство длилось около двух лет, и в декабре 1789 г. построенный главный средний придел церкви во имя Владимирской Божией Матери был освящён епископом Лаврентием. В 1800 г. церковь переименовали, и теперь она стала называться Рождество-Богородицкой с приделом во имя Василия Великого, Григория Богослова и Иоанна Златоуста. В 1816 г. был освящён во имя Рождества Пресвятой Богородицы и главный придел верхнего этажа.
В 1838 г. церковь была достроена: к ней добавились четыре пристройки — боковые приделы: на нижнем этаже северный — во имя Николая-чудотворца, южный — во имя трёх святителей; на верхнем этаже левый — во имя мученицы Агриппины, правый — во имя воздвижения креста Господня. В 1891 г. храм со всеми службами занимал площадь 1000 кв. саженей, в длину имел 17 саженей 1 аршин, в ширину — 15 саженей, высоту колокольни вместе со шпицем — 25 саженей. Колокольня имела 10 колоколов.
Октябрь 1896 г. ознаменовался тем, что на углу улиц Пермской и Оханской при Храме Рождества Богородицы открылась церковно-приходская школа (ныне это Православная классическая гимназия), построенная по проекту архитектора Турчевича А. Б..
После Октябрьской Революции 1917 г. церковь продолжала действовать. Она была закрыта в 1928 г., когда была сломана колокольня, а в 1933 г. были снесены церковные купола. В период 1933—1941 г. в здании располагался стоматологический институт, а затем — главный корпус фармацевтической академии.

## Наши дни
В апреле 2009 года здание церкви было возвращено Пермской епархии. Ныне здание церкви отремонтировано.
В 2015—2016 гг. здание полностью отремонтировано, установлены фигуры ангелов на куполе.

## Духовенство
- Настоятель храма — Димитрий Вячеславович Таранченко
- Священник — Валерий Петрович Леонов
- Священник — Петр Юрьевич Карелин
- Диакон — Сергий Борисович Паньков[2][3]